# Herbert Duttler

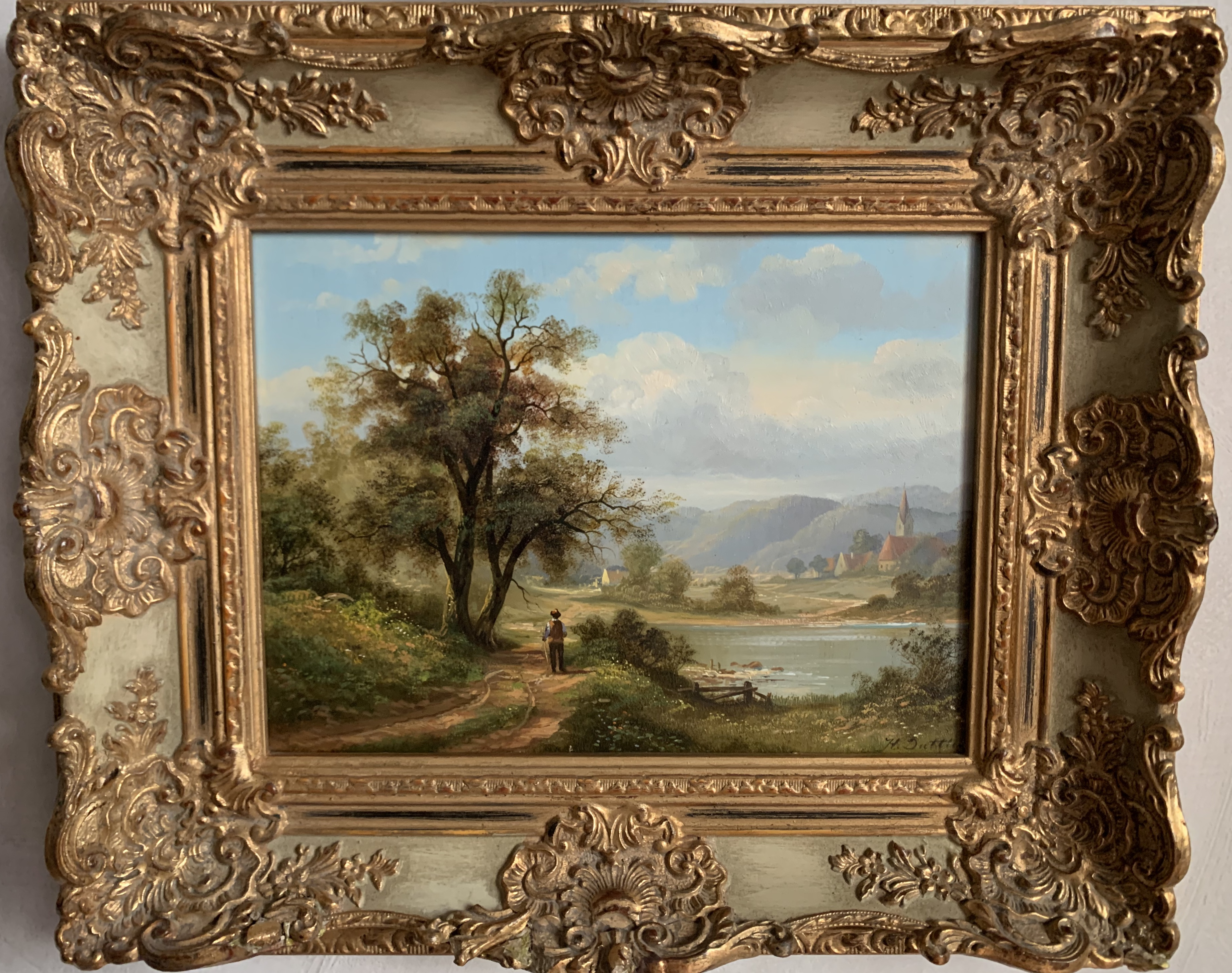
Ölgemälde der Münchner Schule von Herbert Duttler (aus Privatsammlung)

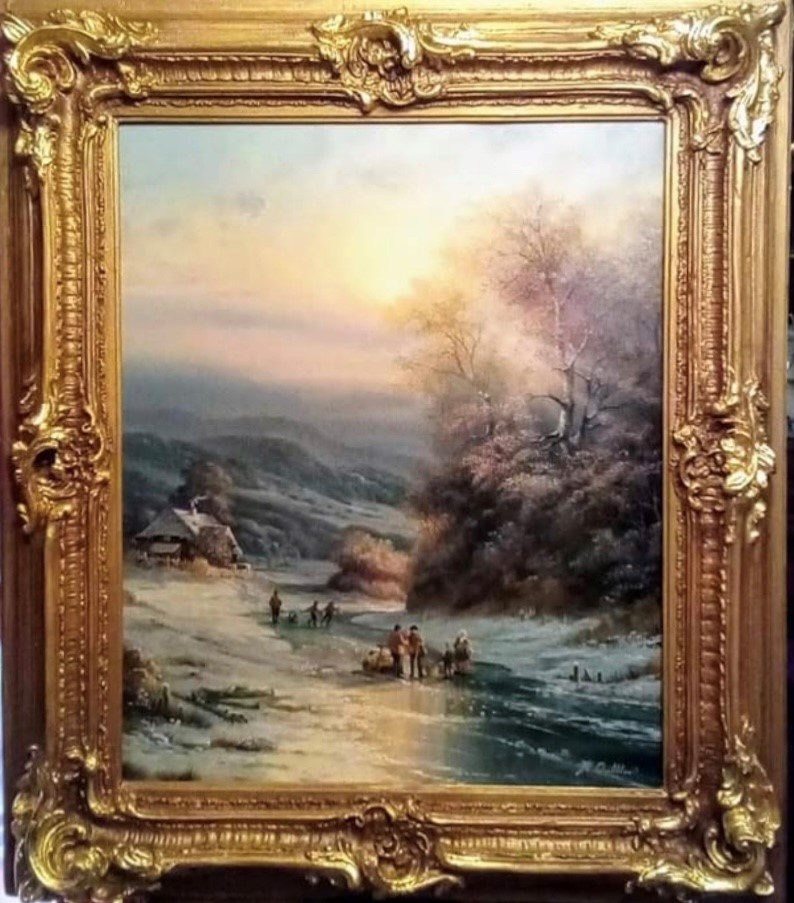
Winterlandschaft von Herbert Duttler

Herbert Duttler (* 19. Mai 1948 in Bayern) ist ein deutscher Maler und einer der letzten Vertreter der akademischen Münchner Schule. Sein Repertoire umfasst auch zahlreiche andere Stilrichtungen, vom Impressionismus über Surrealismus, Orientalismus, Phantastischer Realismus bis hin zur Pop-Art. Er lebt und arbeitet in Augsburg.

## Werdegang

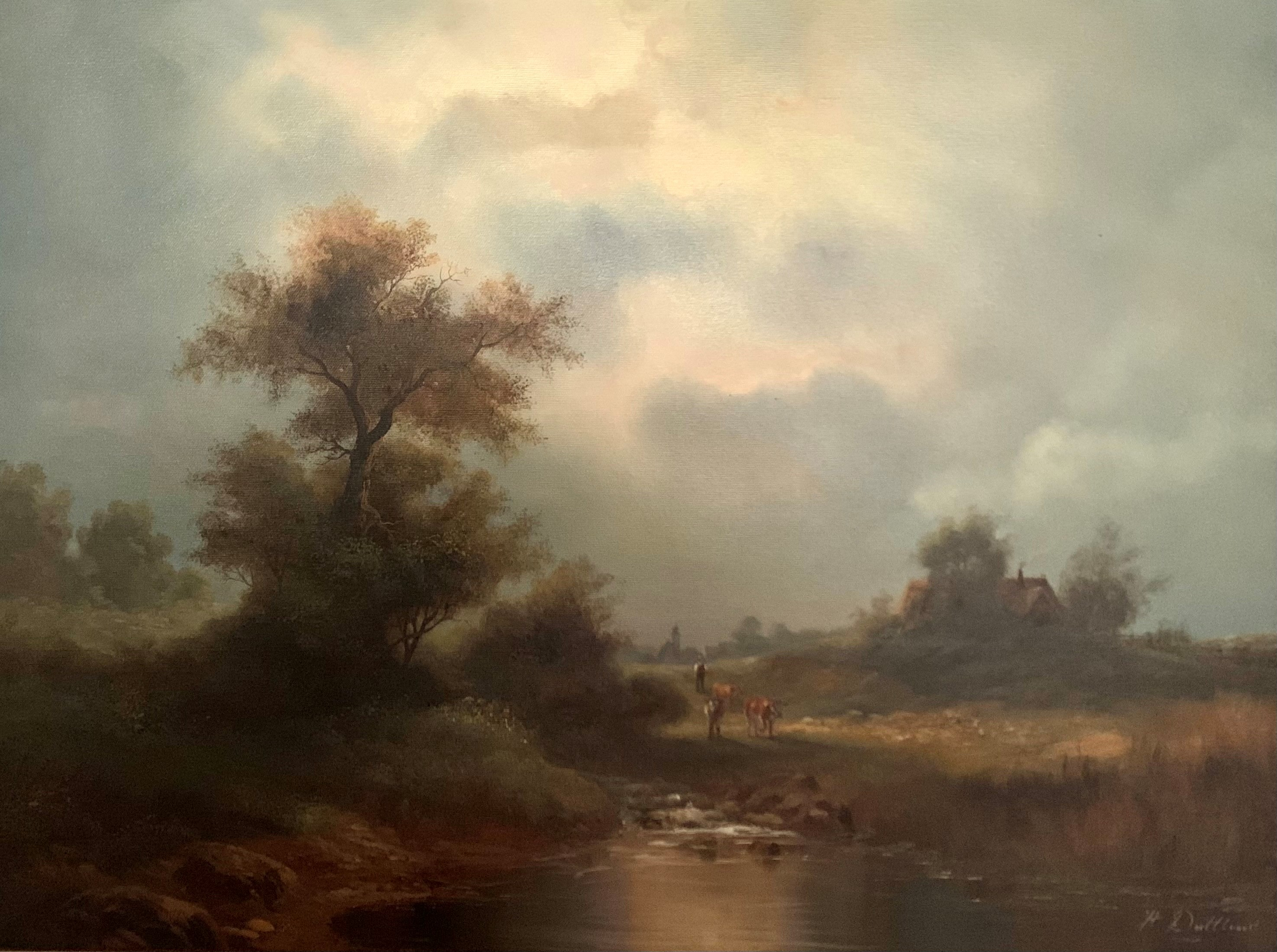
Münchner Schule von Herbert Duttler (aus Privatsammlung)

Duttler erhielt eine vielseitige Ausbildung von der Kirchenmalerei über Objektgestaltung bis hin zur Bühnen- und Dekorationsmalerei. Er belegte auch einen Kurs der Famous Artists School. Vier Jahre arbeitete er als Schüler im Atelier von Eugen Winning, einem Vertreter der alten Münchner Schule.

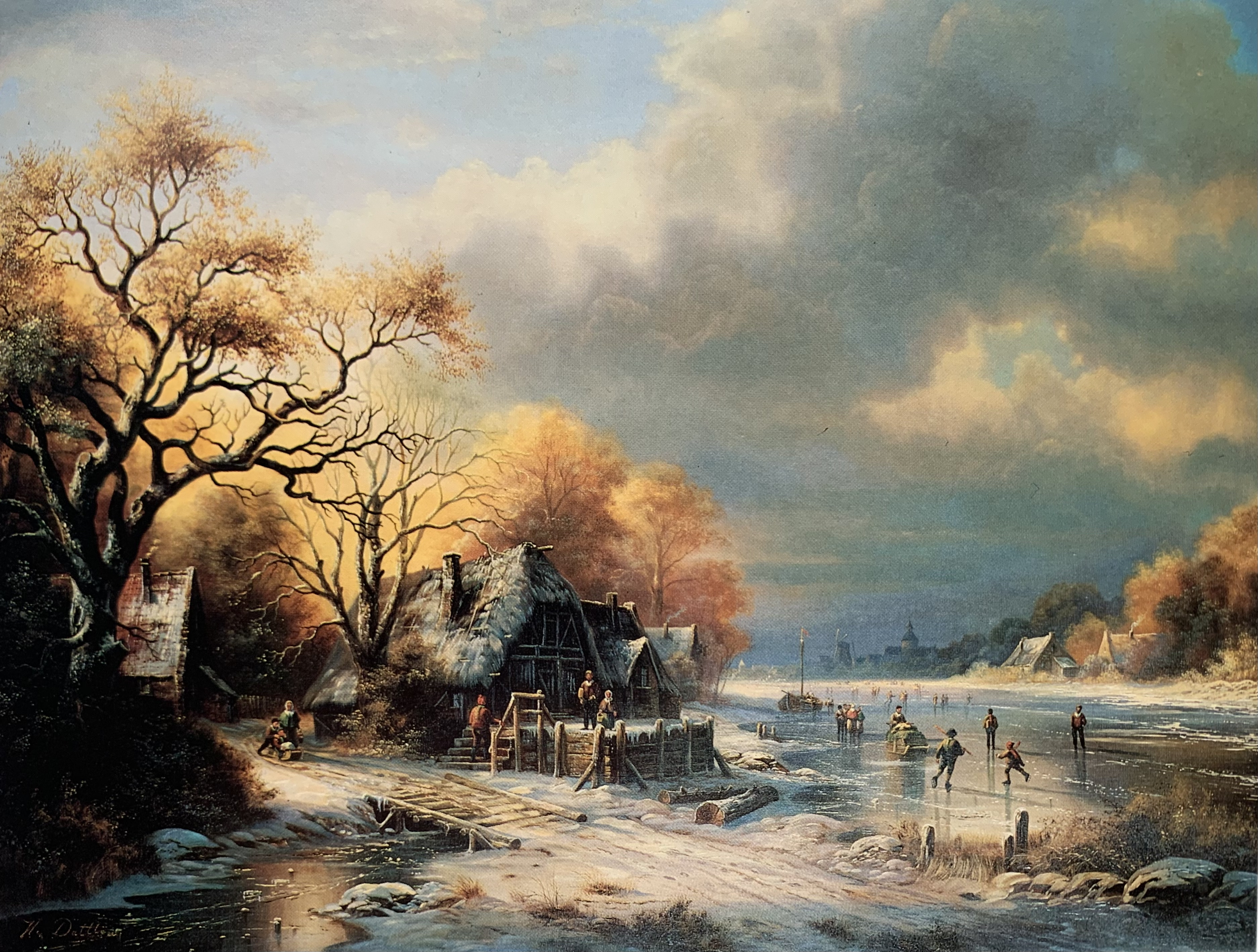
Eisvergnügen von Herbert Duttler

Durch diesen richtungsweisenden Einfluss wandte sich Duttler dem traditionellen, altmeisterlichen Stil zu. Er begeisterte sich auch für die niederländische Malerei des 17. Jahrhunderts, die noch heute in seinen Bildern ihren Niederschlag findet. Zudem zeigt sich Herbert Duttler auch als Romantiker, was in den Stimmungen seiner Arbeiten zum Ausdruck kommt.
Seine Arbeiten befinden sich nicht nur in deutschem und ausländischen Besitz (darunter auch die Privatsammlungen zahlreicher Prominenter), sondern auch in Ausstellungen und Galerien in Europa und Übersee. U.a. fertigt er seit 1985 Auftragsarbeiten für das Fürstenhaus Fugger-Babenhausen und arbeitete mit Künstlern wie André Heller oder Keith Haring zusammen, unter anderem wirkte er bei der Entstehung von Luna Luna mit.

## Werk
Herbert Duttler begann seine Karriere als Landschaftsmaler im Stil der Münchner Schule. Internationalen Durchbruch erlangte er durch seine Winterlandschaften, die in vielen Kunstgalerien u. a. in den USA, Großbritannien und Japan gehandelt werden. Dadurch finden sich seine Gemälde weltweit in bedeutenden Privatsammlungen.

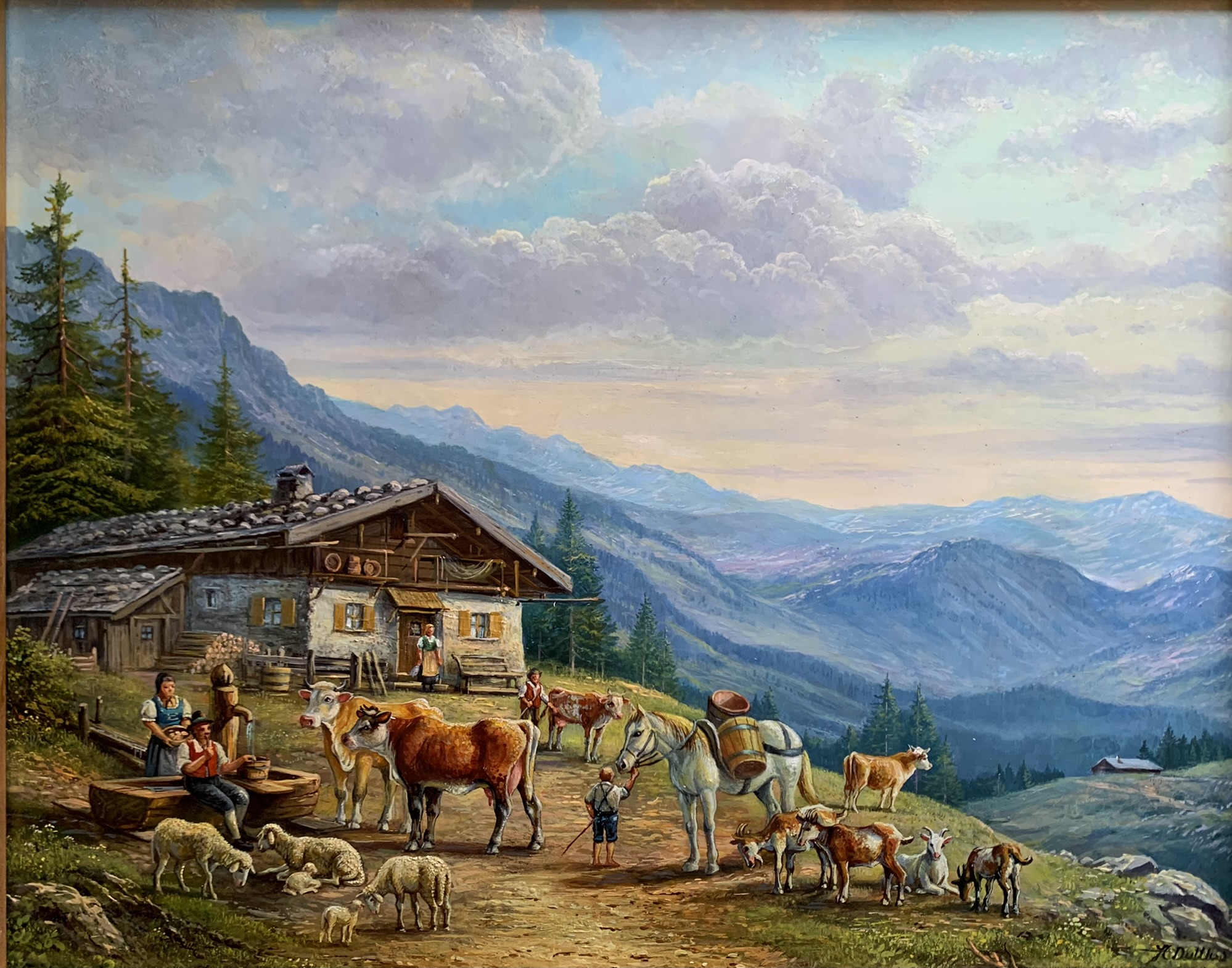
Alm-Gemälde (aus Privatsammlung)
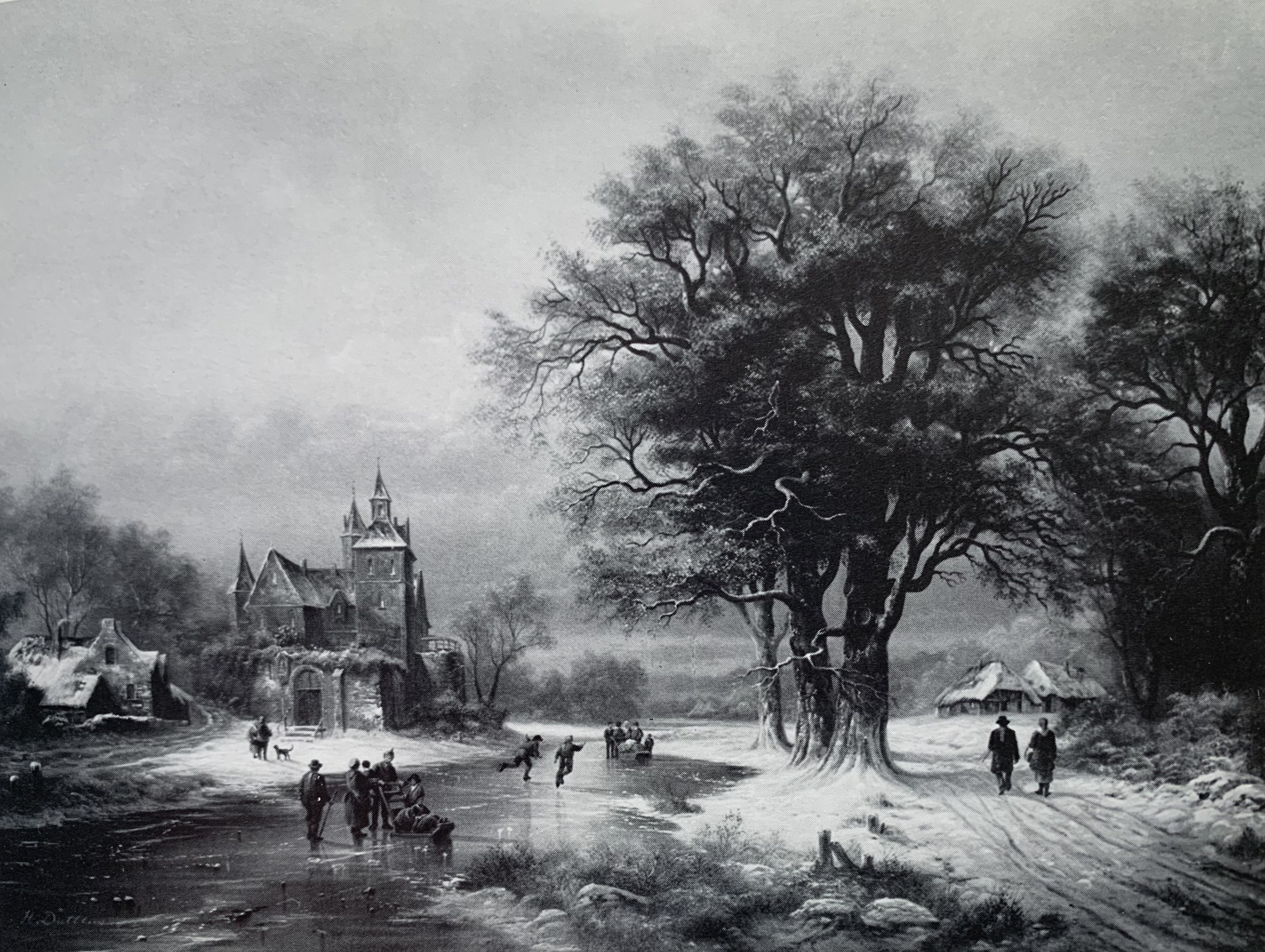
Eisvergnügen von Herbert Duttler
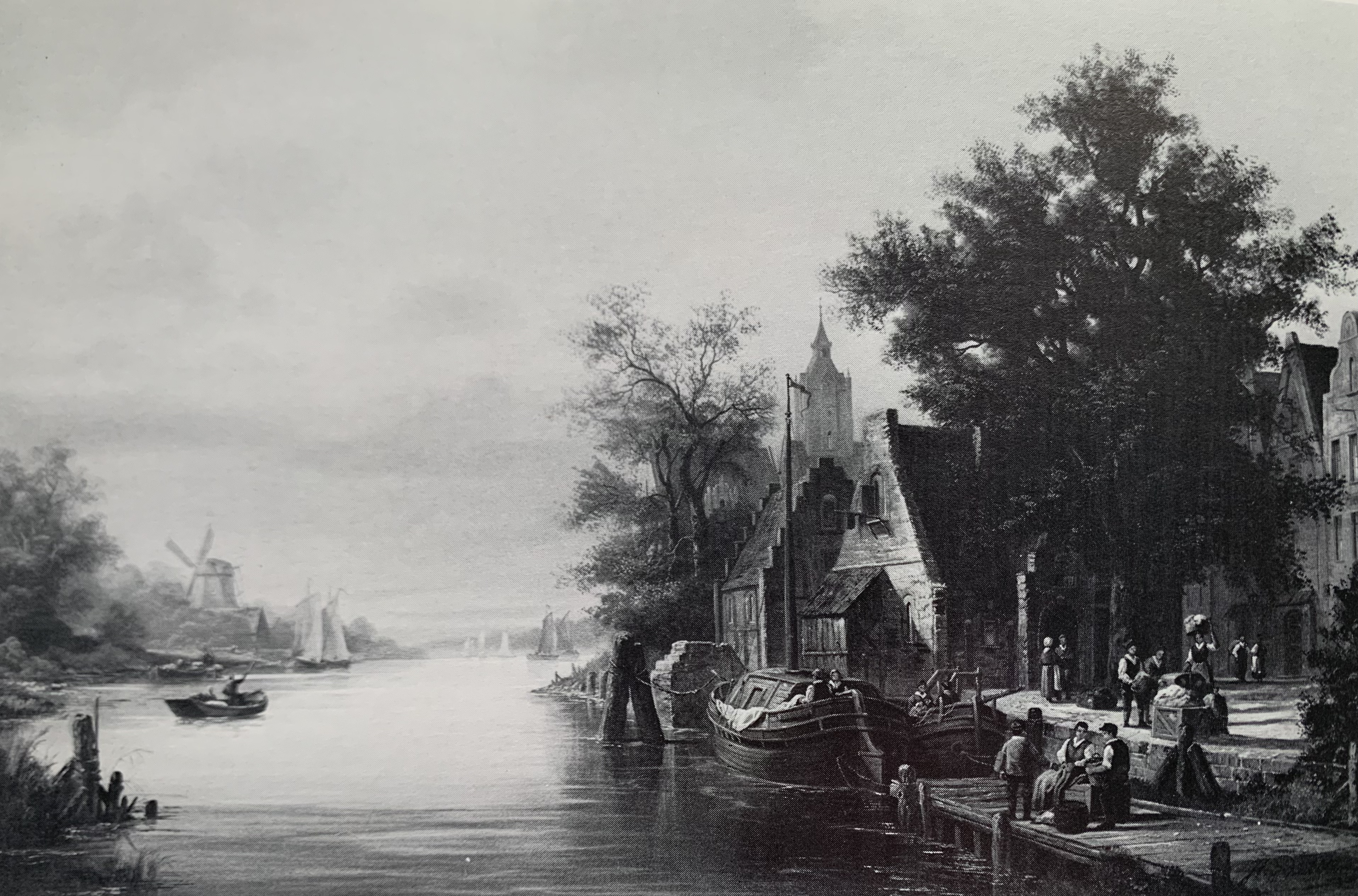
Holländische Flusslandschaft von Herbert Duttler

Im Jahr 2006 entwickelte Herbert Duttler bei einer Kunstreise und längeren Schaffensaufenthalten in Marokko seine Leidenschaft für die orientalische Stilrichtung. Er schuf einen kompletten Zyklus im Stil der klassischen Werke des Orientalismus.

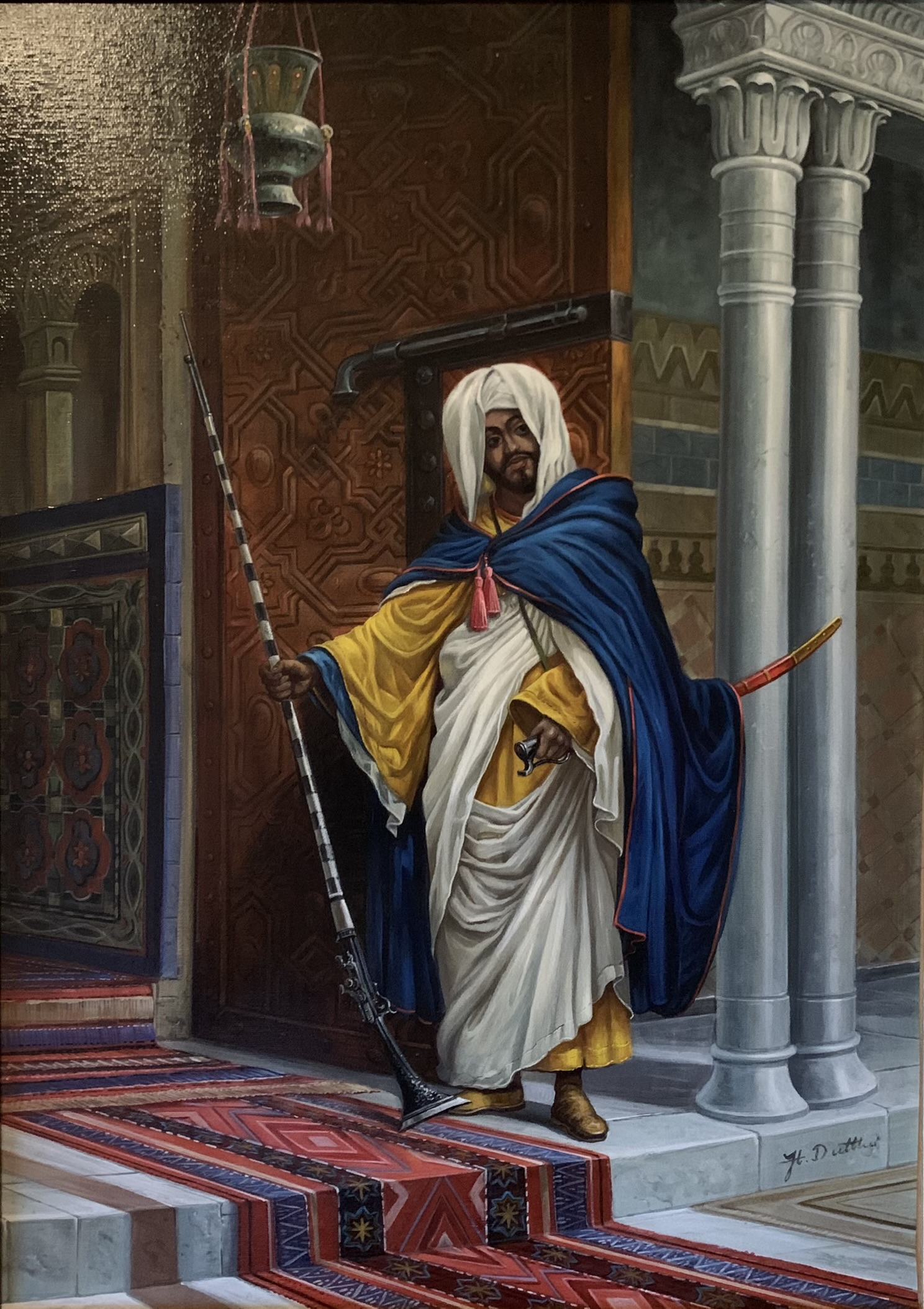
Harem Bewacher (aus Privatsammlung)
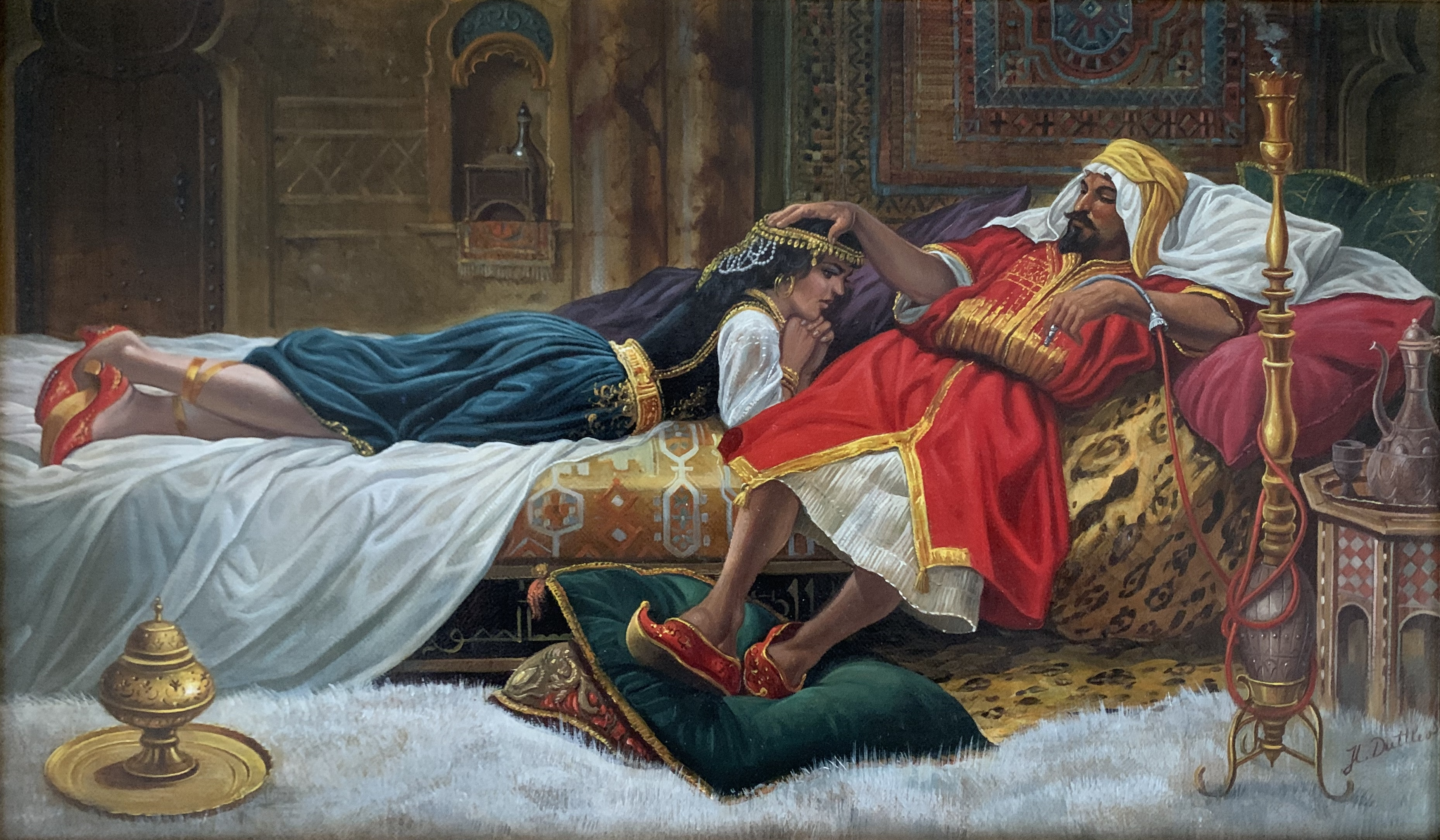
Harem Gemach (aus Privatsammlung)
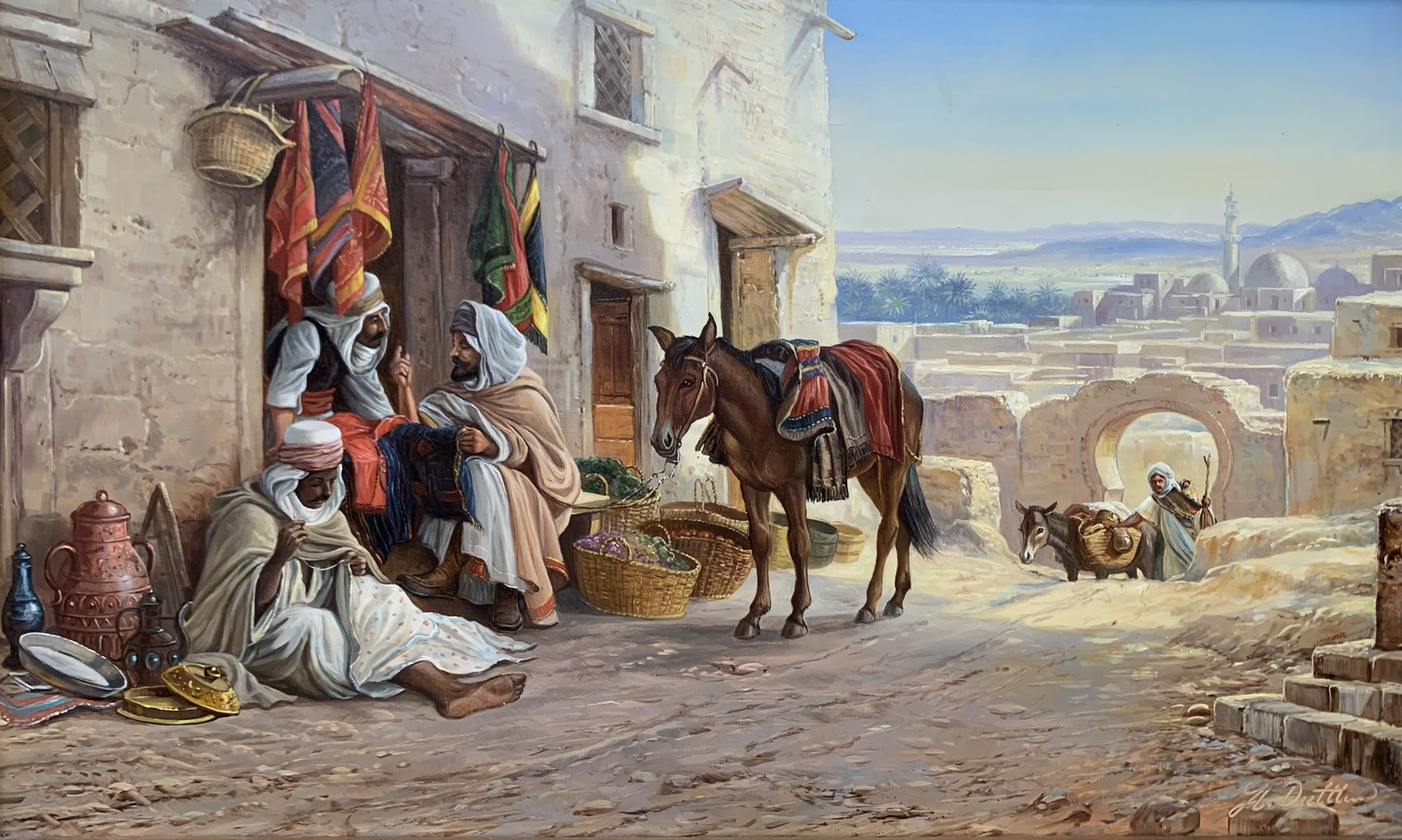
Die Stoffhändler (aus Privatsammlung)

Seit 2011 hat Duttler sein Repertoire um die Stilrichtungen Phantastischen Realismus und Surrealismus (Phantasie und Träumereien), abstrakte Gemälde und Pop-Art erweitert.

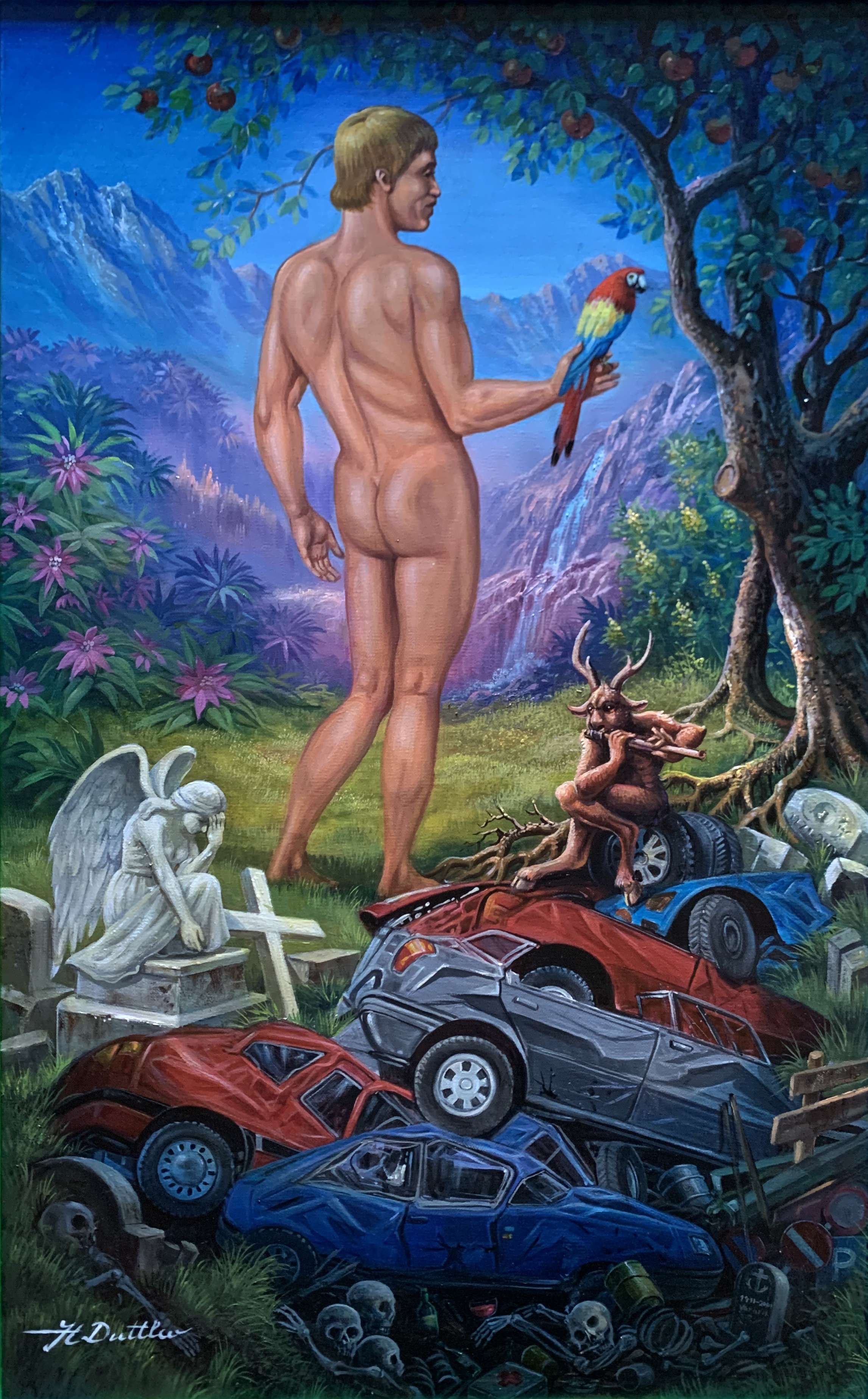
Das verlorene Paradies I von Herbert Duttler (aus Privatsammlung)

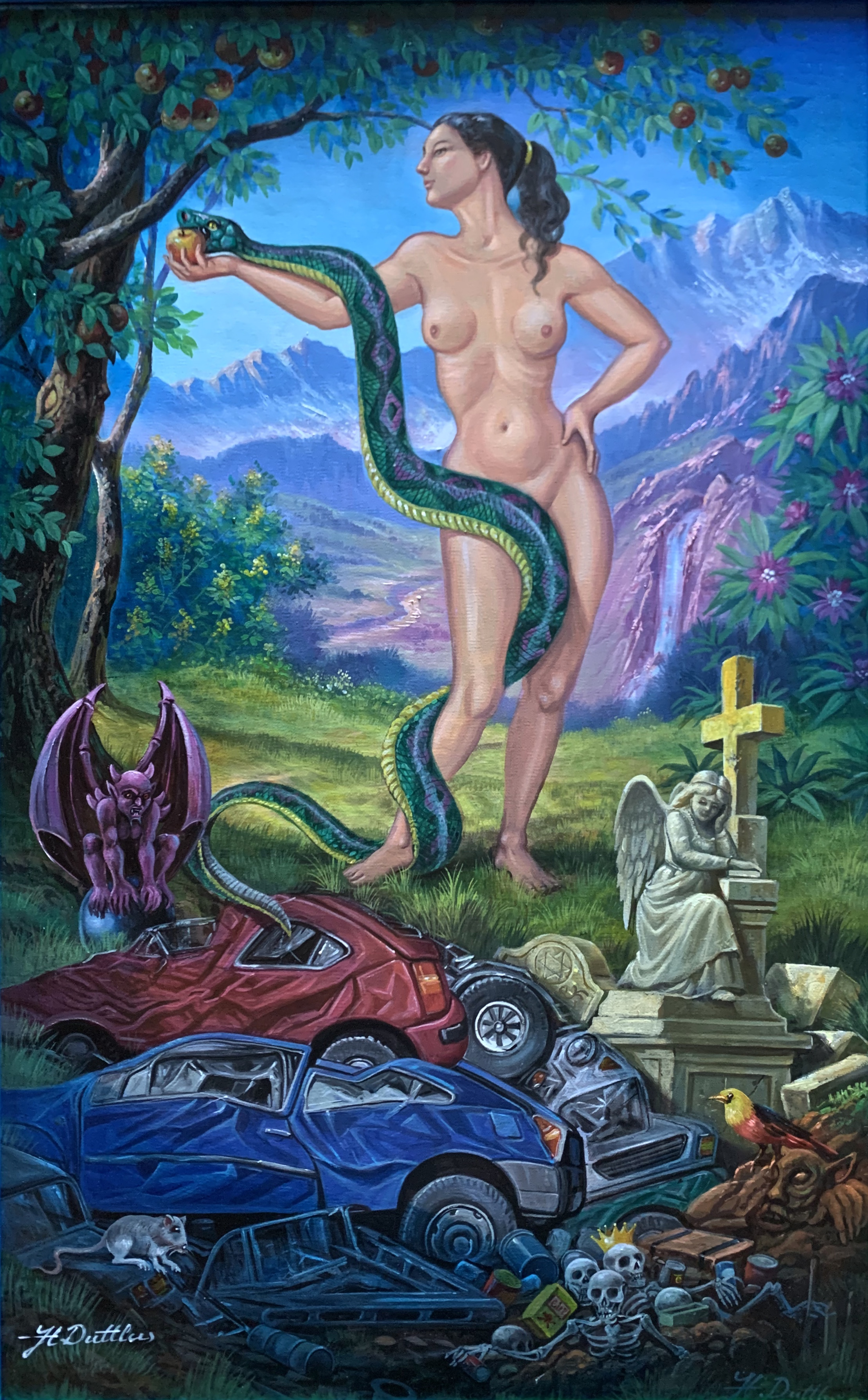
Das verlorene Paradies II von Herbert Duttler (aus Privatsammlung)

Seine Werke im Stil des Phantastischen Realismus enthalten Elemente der Wiener Schule von Ernst Fuchs sowie des Surrealismus und Symbolismus.

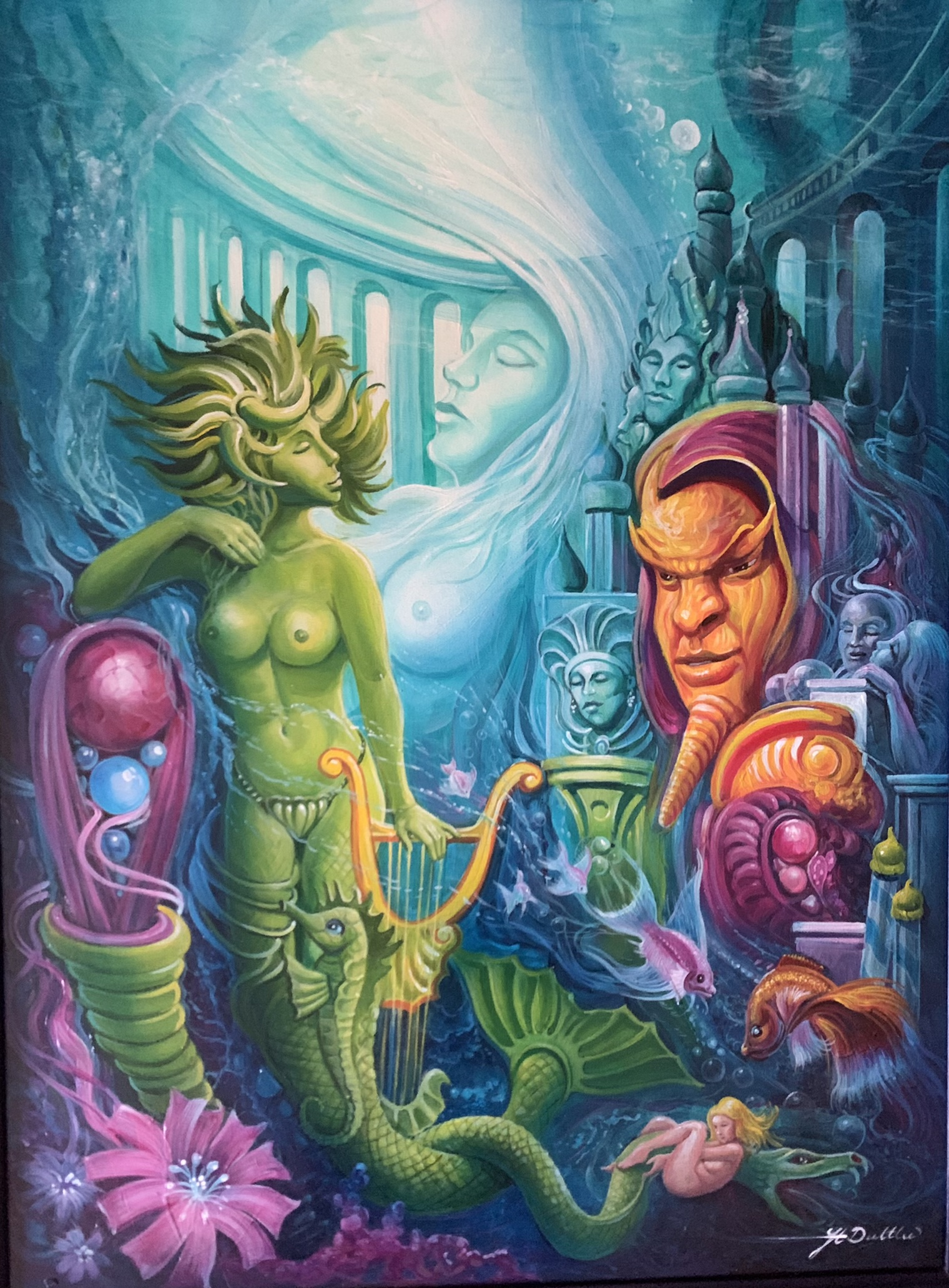
Unterwasserspiel der Seejungfrau (aus Privatsammlung)
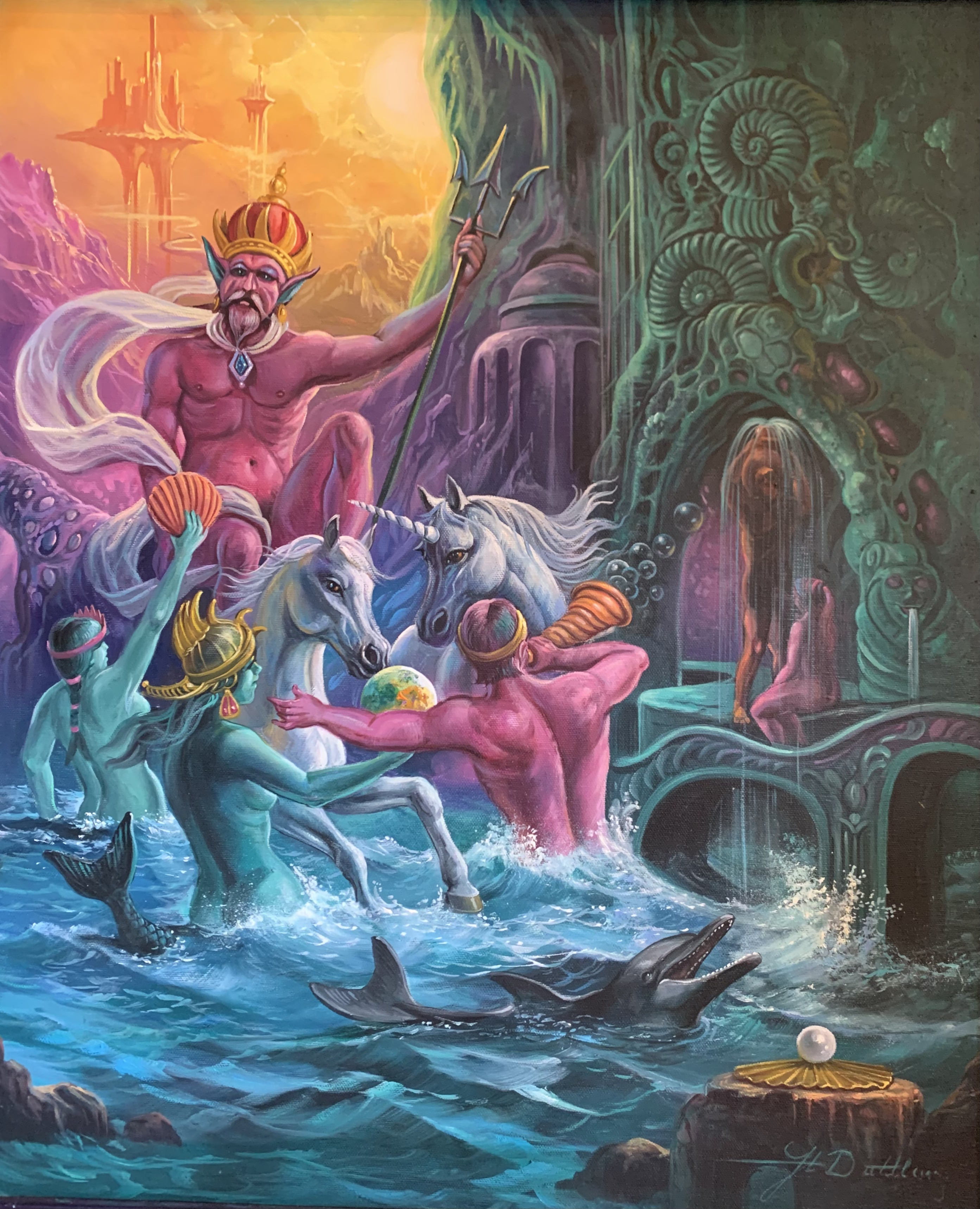
Neptun und seine Gespielinnen (aus Privatsammlung)
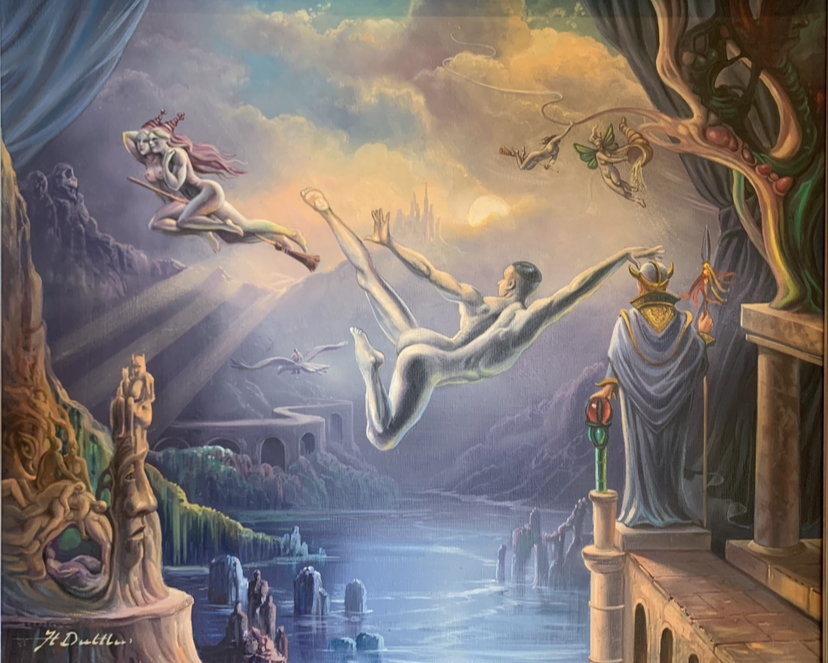
Traumtheater des Fliegens (aus Privatsammlung)

In seinen abstrakten Gemälden spielt vor allem das Licht eine entscheidende Rolle.
In farbenfrohen Pop-Art-Gemälden verewigt er Comic-Helden wie Donald Duck, Mickey Mouse und Pink Panther in Öl.

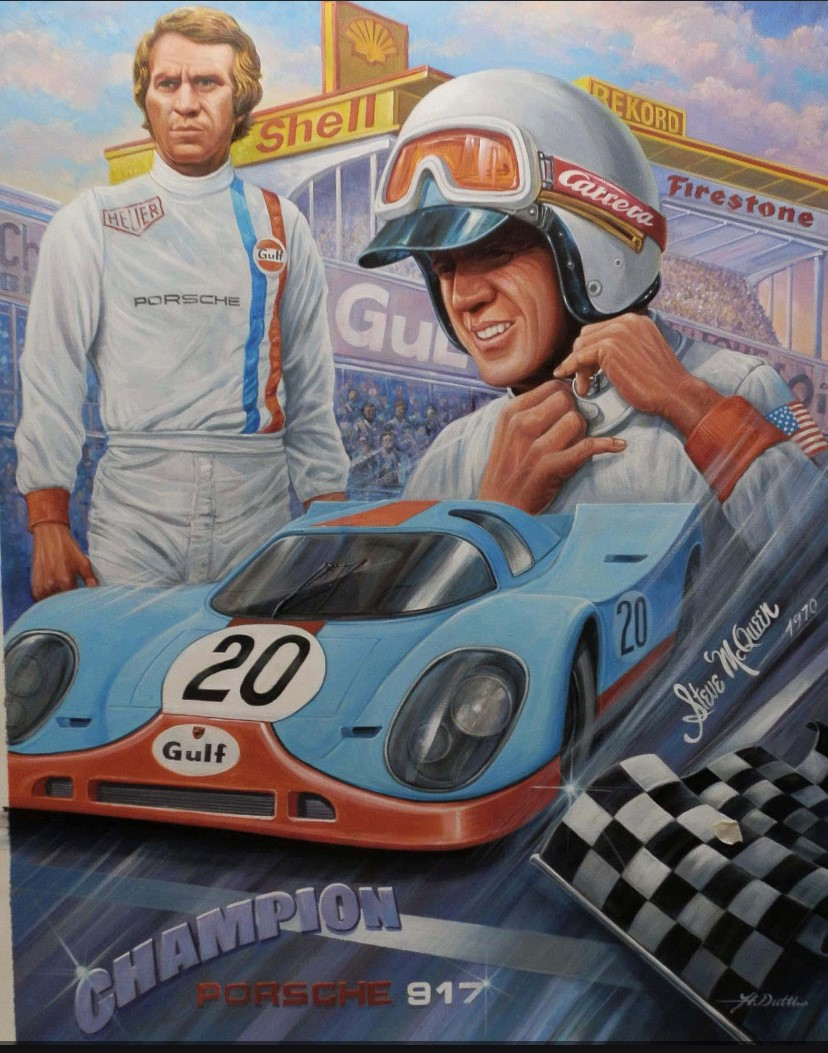
Popart-Gemälde
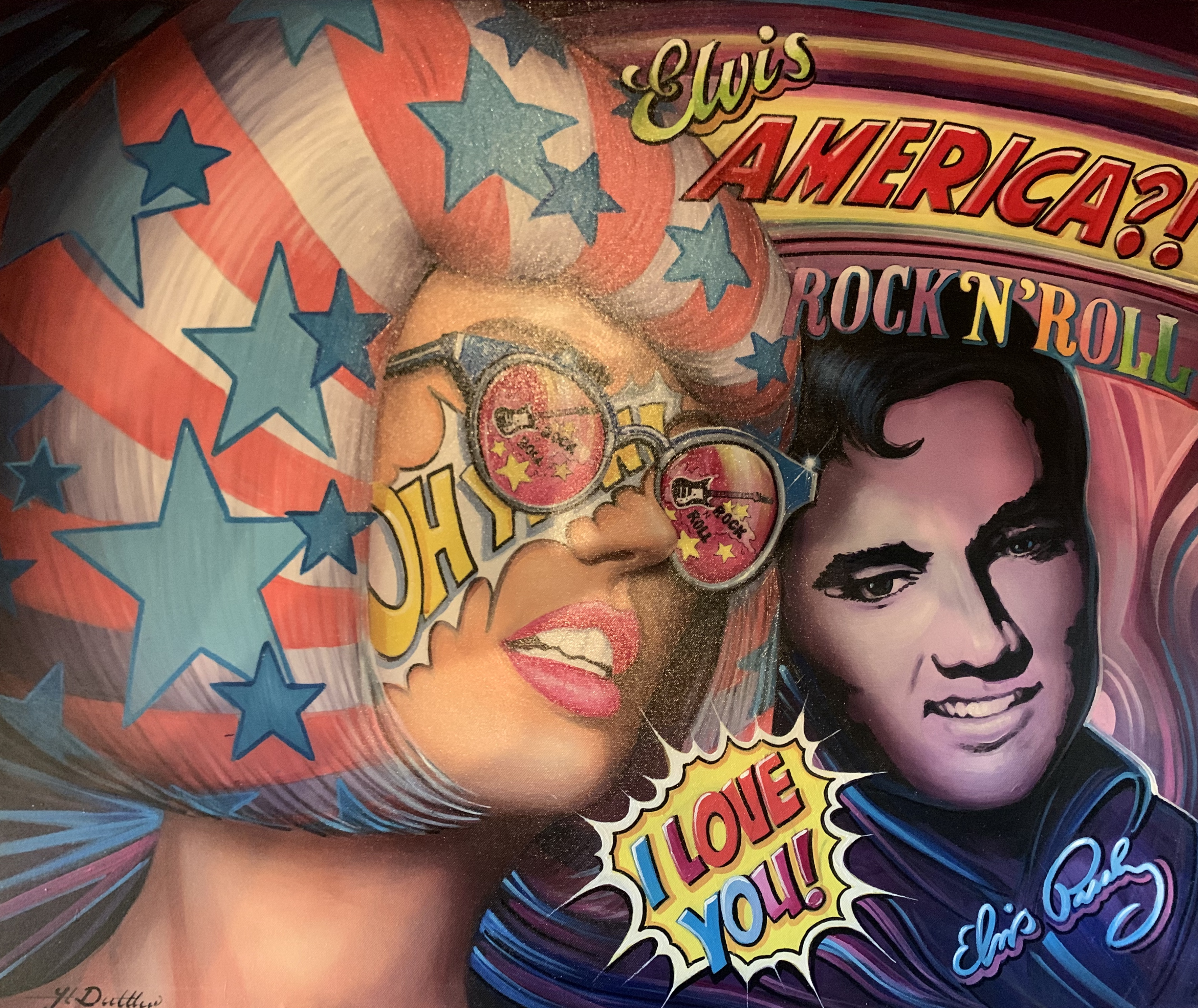
Popart-Gemälde (aus Privatsammlung)

Die weltweit größte Kollektion von Werken Herbert Duttlers, welche die gesamte Bandbreite seiner verschiedenen Stilrichtungen abbildet, befindet sich in der renommierten Kunstsammlung Schuster.

## Charity-Tätigkeit
Seinen internationalen Bekanntheitsgrad setzte Herbert Duttler auch immer für wohltätige Zwecke ein. Über viele Jahre hinweg stellte der Künstler bei Ausstellungen und Veranstaltungen in seiner Heimatstadt Augsburg Gemälde zur Verfügung, die zu Gunsten der „Kartei der Not“ (Hilfswerk des Allgäuer Zeitungsverlages und der Mediengruppe Pressedruck Augsburg) versteigert wurden.
Seit 1965 unterstützt diese Organisation jährlich Tausende Hilfsbedürftiger in der Region, wobei Duttler hier seit seinem internationalen Durchbruch stets nach Kräften half.

## Auszeichnungen
- Grand-Prix d'Art 84 des eukko (Europa Künstler Kollegium) 1. Platz 16. Dezember 1984

## Ausstellungen (Auswahl)

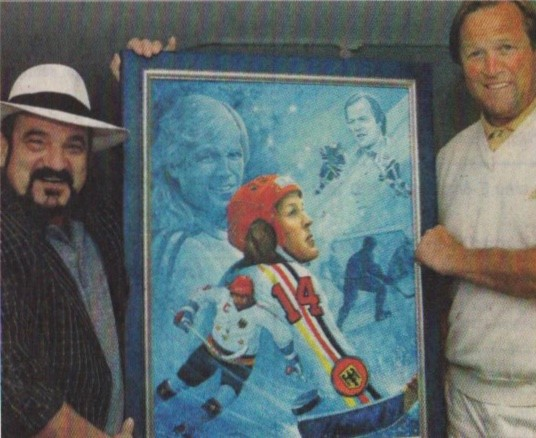
Herbert Duttler überreicht Eishockey-Legende Erich Kühnhackl ein von ihm geschaffenes Porträt in Öl für das Eishockey-Museum

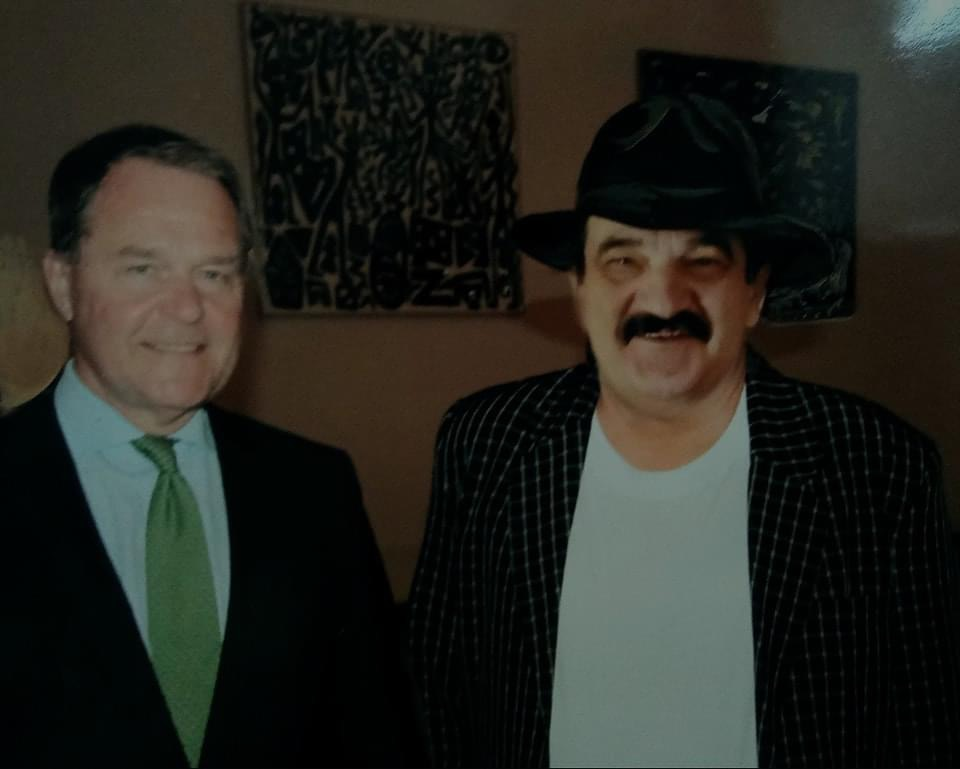
Herbert Duttler 2013 mit dem bayerischen Staatsminister für Wissenschaft und Kunst, Wolfgang Heubisch

- 2006: Augsburg – Frühlingshafte Ölgemälde (Gläserne Galerie Reger)
- 2006: Augsburg – Orientalische Welt (Gläserne Galerie Reger)
- 2008: Fischbach, Pellerschloss – Galerie Granec & Mitteldorf
- 2009: Golfclub Wörthsee
- 2010: Kissing, Paartalhalle – Galerie Granec & Mitteldorf
- 2010: Haar – Gemäldeausstellung internationaler Künstler
- 2010: Bad Kissingen – Galerie der Moderne
- 2010: Speyer, Stadthalle – Galerie Granec & Mitteldorf
- 2011: Schweinfurt – Galerie Granec & Mitteldorf
- 2013: Neuburg a.d. Donau – Galerie Nassler
- 2013: Eichstätt, Johanniskirche – Galerie Nassler
- 2013: Spaichingen – Galerie Granec & Mitteldorf

- 2013: Worms – Galerie Granec & Mitteldorf

- 2016: Augsburg – Klang und Farbe (Herrenhaus Bannacker)

- 2018: Bad Kissingen – Herbert Duttlers Hommage an die berühmtesten Künstler der Moderne (Galerie der Moderne)
- 2023: Rottach-Egern – Tradition und Zeitgeist der Moderne